# Кіровський набір

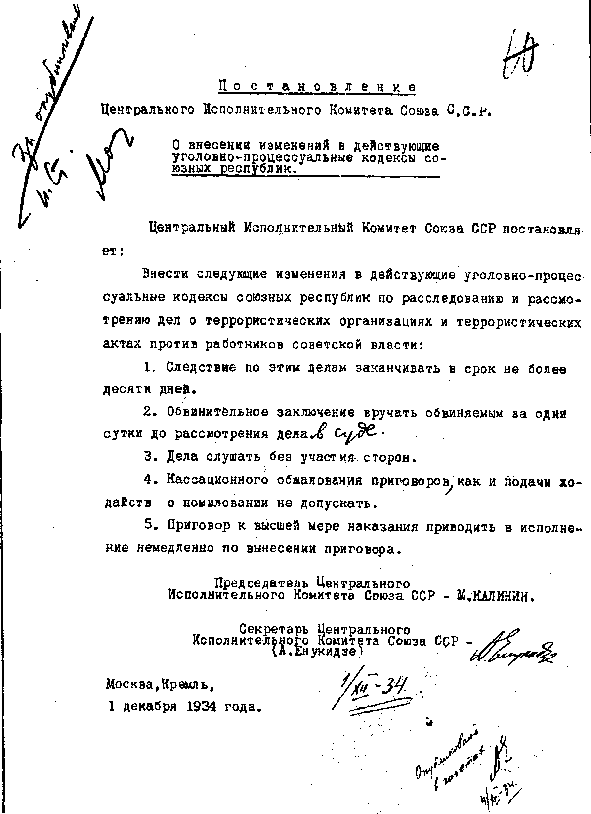
Постанова ЦВК СРСР, яка поклала початок репресіям після вбивства Кірова

«Кіровський набір» (рос. Кировский поток) — публіцистична назва репресій, розпочатих в СРСР Й.Сталіним після вбивства С.Кірова 1 грудня 1934 у Ленінграді (нині м. Санкт-Петербург).

## Хронологія
2 грудня в газетах було опубліковано урядове повідомлення, в якому зазначалося, що С.Кіров загинув «від руки вбивці, підісланого ворогами робітничого класу». Того самого дня Й.Сталін, голова РНК СРСР В.Молотов, нарком оборони К.Ворошилов, нарком внутрішніх справ Г.Ягода і заступник голови Комісії партконтролю при ЦК ВКП(б) М.Єжов, прокурор РСФРР/РРФСР А.Вишинський та ще кілька високопоставлених осіб спеціальним поїздом виїхали до Ленінграда для розслідування вбивства.
За свідченням М.Єжова, Й.Сталін до від’їзду викликав його та генерального секретаря ЦК ВЛКСМ О.Косарєва і дав директиву: «Шукайте вбивць серед зінов’євців». Версія була настільки неймовірною, що її розробка викликала протидію навіть у НКВД. Проте Й.Сталін послідовно наполягав на своєму. Він власноручно підготував постанову ЦВК СРСР (вона не обговорювалася на політбюро ЦК ВКП(б) і на сесії ЦВК СРСР й навіть формально не підписана головою ЦВК М.Калініним), яка вимагала завершувати слідство у справах про терористичні організації й акти в десятиденний термін, розглядати їх у суді без участі обвинувачення та захисту, не допускати касаційного оскарження й клопотань про помилування, а вироки про розстріл здійснювати негайно після їх оголошення.
Вже 4 грудня у газеті «Правда» з’явилося повідомлення про арешти групи «терористів-білогвардійців», а 16 грудня було заарештовано ветеранів ленінського керівництва Л.Каменєва і Г.Зінов’єва. 28 — 29 грудня у Ленінграді виїзна сесія Військової колегії Верховного суду СРСР засудила до розстрілу 14 осіб, обвинувачених у безпосередній організації убивства С.Кірова. У вироку стверджувалося, що всі вони, включно з Л.Ніколаєвим, були «активними учасниками зінов’євської антирадянської групи в Ленінграді». Це стало прологом до масових «чисток» насамперед у Ленінграді.
Там діяла особлива комісія Ленінградського обкому ВКП(б) на чолі із зав. організації — розподільчим відділом П.Нізовцевим. Ця комісія готувала списки комуністів на виключення з партії і адміністративне виселення.
Паралельно діяли органи НКВС, якими лише за два з половиною місяці після 1 грудня 1934 було заарештовано понад 800 осіб. Однак репресивні акції стосувалися не лише членів партії. Чимало ленінградців, переважно зі звинуваченнями в участі у «троцькістсько-зінов’євському підпіллі», було тоді відправлено до таборів і на заслання.
18 грудня 1934 газети сповістили, що 13—15 грудня виїзна сесія Військової колегії Верховного суду СРСР у Києві під головуванням В.Ульріха розглянула справи 37 осіб. Згідно з повідомленнями, «суд встановив, що більшість обвинувачених прибула в СРСР через Польщу, а частина — через Румунію, маючи завдання по вчиненню на території УСРР ряду терористичних актів. При затриманні у більшості обвинувачених вилучені револьвери і ручні гранати».
Викриття й суд над учасниками цієї групи «терористів», як і над учасниками ленінградської та московської груп «терористів-білогвардійців», викритих з підозрілою «синхронністю», повинні були підтверджувати версію про наявність великомасштабного антирадянського підпілля.
18 січня 1935 ЦК ВКП(б) надіслав у всі партійні організації документ під назвою «Закритий лист ЦК ВКП(б). Уроки подій, пов’язаних із злодійським вбивством товариша Кірова», який надавав діям чи заявам політичних опонентів характеру організованого антирадянського виступу, що, у свою чергу, давало змогу звинуватити їх у карних злочинах і притягти до відповідальності.
Лист був підготовлений за особистою участю Й.Сталіна і ставив завдання пошуку й викриття «антипартійних елементів всередині партії». У листі підкреслювалося, що «стосовно дворушника не можна обмежуватись виключенням з партії, — його потрібно ще заарештувати й ізолювати, щоб завадити йому підривати міць держави пролетарської диктатури». Цей лист надав імпульс подальшому нарощуванню репресій в СРСР.